# Daniel Vacek
Daniel Vacek (ur. 1 kwietnia 1971 w Pradze) – czeski tenisista, zwycięzca French Open 1996, French Open 1997 i US Open 1997 w grze podwójnej, reprezentant w Pucharze Davisa, olimpijczyk z Atlanty (1996).

## Kariera tenisowa
Jako zawodowy tenisista Vacek występował w latach 1990−2003.
W grze pojedynczej awansował do 5 finałów o randze ATP World Tour.
W grze podwójnej zwyciężył w 25 turniejach z cyklu ATP World Tour, a także był uczestnikiem 15 finałów. Wśród triumfów deblowych Czecha znajdują się 3 wielkoszlemowe imprezy, podczas których występował w parze z Jewgienijem Kafielnikowem, French Open z 1996 i 1997 roku, a także US Open z 1997 roku.
W latach 1995−1999 Vacek reprezentował Czechy w Pucharze Davisa. Rozegrał w zawodach łącznie 15 meczów, z których 8 wygrał.
W 1996 roku zagrał na igrzyskach olimpijskich w Atlancie, gdzie został pokonany w grze pojedynczej w 2 rundzie przez Andrieja Olchowskiego. W deblu osiągnął ćwierćfinał w parze z Jiřím Novákiem. Spotkanie o awans do strefy medalowej Czesi przegrali z Neilem Broadem i Timem Henmanem.
W rankingu gry pojedynczej Vacek najwyżej był na 26. miejscu (29 stycznia 1996), a w klasyfikacji gry podwójnej na 3. pozycji (8 września 1997).

### Finały w turniejach ATP World Tour
| Legenda                                      |
| -------------------------------------------- |
| Wielki Szlem                                 |
| Igrzyska olimpijskie                         |
| Tennis Masters Cup / ATP Finals              |
| ATP Masters Series / ATP Tour Masters 1000   |
| ATP International Series Gold / ATP Tour 500 |
| ATP International Series / ATP Tour 250      |

#### Gra pojedyncza (0–5)
| Końcowy wynik | Nr | Data                | Turniej   | Nawierzchnia    | Przeciwnik            | Wynik finału        |
| ------------- | -- | ------------------- | --------- | --------------- | --------------------- | ------------------- |
| Finalista     | 1. | 6 marca 1994        | Kopenhaga | Dywanowa (hala) | Jewgienij Kafielnikow | 3:6, 5:7            |
| Finalista     | 2. | 12 lutego 1995      | Marsylia  | Dywanowa (hala) | Boris Becker          | 7:6(2), 4:6, 5:7    |
| Finalista     | 3. | 12 listopada 1995   | Moskwa    | Dywanowa (hala) | Carl-Uwe Steeb        | 6:7(5), 6:3, 6:7(6) |
| Finalista     | 4. | 9 marca 1997        | Rotterdam | Dywanowa (hala) | Richard Krajicek      | 6:7(4), 6:7(5)      |
| Finalista     | 5. | 3 października 1999 | Tuluza    | Twarda (hala)   | Nicolas Escudé        | 5:7, 1:6            |

#### Gra podwójna (25–15)
| Końcowy wynik | Nr  | Data                 | Turniej            | Nawierzchnia    | Partner               | Przeciwnicy                         | Wynik finału  |
| ------------- | --- | -------------------- | ------------------ | --------------- | --------------------- | ----------------------------------- | ------------- |
| Zwycięzca     | 1.  | 20 maja 1990         | Umag               | Ceglana         | Vojtěch Flégl         | Andriej Czerkasow Andriej Olchowski | 6:4, 6:4      |
| Zwycięzca     | 2.  | 12 sierpnia 1990     | Praga              | Ceglana         | Vojtěch Flégl         | George Cosac Florin Segărceanu      | 5:7, 6:4, 6:3 |
| Zwycięzca     | 3.  | 26 sierpnia 1990     | San Marino         | Ceglana         | Vojtěch Flégl         | Jordi Burillo Marcos Górriz         | 6:1, 4:6, 7:6 |
| Finalista     | 1.  | 11 sierpnia 1991     | Praga              | Ceglana         | Libor Pimek           | Vojtěch Flégl Cyril Suk             | 4:6, 2:6      |
| Finalista     | 2.  | 13 października 1991 | Berlin             | Dywanowa (hala) | Jan Siemerink         | Petr Korda Karel Nováček            | 6:3, 5:7, 5:7 |
| Finalista     | 3.  | 5 stycznia 1992      | Wellington         | Twarda          | Michiel Schapers      | Jared Palmer Jonathan Stark         | 3:6, 3:6      |
| Finalista     | 4.  | 7 marca 1993         | Kopenhaga          | Dywanowa (hala) | Martin Damm           | David Adams Andriej Olchowski       | 3:6, 6:3, 3:6 |
| Zwycięzca     | 4.  | 23 sierpnia 1993     | New Haven          | Twarda          | Cyril Suk             | Steve DeVries David Macpherson      | 6:3, 7:6      |
| Zwycięzca     | 5.  | 6 lutego 1994        | Marsylia           | Dywanowa (hala) | Jan Siemerink         | Martin Damm Jewgienij Kafielnikow   | 6:7, 6:4, 6:1 |
| Finalista     | 5.  | 24 kwietnia 1994     | Monte Carlo        | Ceglana         | Jewgienij Kafielnikow | Nicklas Kulti Magnus Larsson        | 6:3, 6:7, 4:6 |
| Finalista     | 6.  | 10 lipca 1994        | Gstaad             | Ceglana         | Menno Oosting         | Sergio Casal Emilio Sánchez         | 6:7, 4:6      |
| Zwycięzca     | 6.  | 9 października 1994  | Tuluza             | Twarda (hala)   | Menno Oosting         | Patrick McEnroe Jared Palmer        | 7:6, 6:7, 6:3 |
| Finalista     | 7.  | 26 lutego 1995       | Stuttgart          | Dywanowa (hala) | Cyril Suk             | Grant Connell Patrick Galbraith     | 2:6, 2:6      |
| Zwycięzca     | 7.  | 23 kwietnia 1995     | Nicea              | Ceglana         | Cyril Suk             | Luke Jensen David Wheaton           | 3:6, 7:6, 7:6 |
| Zwycięzca     | 8.  | 21 maja 1995         | Rzym               | Ceglana         | Cyril Suk             | Jan Apell Jonas Björkman            | 6:3, 6:4      |
| Zwycięzca     | 9.  | 27 sierpnia 1995     | Long Island        | Twarda          | Cyril Suk             | Rick Leach Scott Melville           | 5:7, 7:6, 7:6 |
| Finalista     | 8.  | 17 września 1995     | Bukareszt          | Ceglana         | Cyril Suk             | Mark Keil Jeff Tarango              | 4:6, 6:7      |
| Zwycięzca     | 10. | 1 października 1995  | Bazylea            | Twarda (hala)   | Cyril Suk             | Mark Keil Peter Nyborg              | 3:6, 6:3, 6:3 |
| Finalista     | 9.  | 29 października 1995 | Essen              | Dywanowa (hala) | Cyril Suk             | Jacco Eltingh Paul Haarhuis         | 5:7, 4:6      |
| Zwycięzca     | 11. | 5 maja 1996          | Praga              | Ceglana         | Jewgienij Kafielnikow | Luis Lobo Javier Sánchez            | 6:3, 6:7, 6:3 |
| Zwycięzca     | 12. | 8 czerwca 1996       | French Open, Paryż | Ceglana         | Jewgienij Kafielnikow | Guy Forget Jakob Hlasek             | 6:2, 6:3      |
| Finalista     | 10. | 23 czerwca 1996      | Halle              | Trawiasta       | Jewgienij Kafielnikow | Byron Black Grant Connell           | 1:6, 5:7      |
| Zwycięzca     | 13. | 29 września 1996     | Bazylea            | Twarda (hala)   | Jewgienij Kafielnikow | David Adams Menno Oosting           | 6:3, 6:4      |
| Zwycięzca     | 14. | 13 października 1996 | Wiedeń             | Dywanowa (hala) | Jewgienij Kafielnikow | Pavel Vízner Menno Oosting          | 7:6, 6:4      |
| Finalista     | 11. | 3 listopada 1996     | Paryż              | Dywanowa (hala) | Jewgienij Kafielnikow | Jacco Eltingh Paul Haarhuis         | 4:6, 6:4, 6:7 |
| Finalista     | 12. | 23 marca 1997        | Petersburg         | Dywanowa (hala) | David Prinosil        | Andriej Olchowski Brett Steven      | 4:6, 3:6      |
| Zwycięzca     | 15. | 13 kwietnia 1997     | Hongkong           | Twarda          | Martin Damm           | Karsten Braasch Jeff Tarango        | 6:3, 6:4      |
| Zwycięzca     | 16. | 20 kwietnia 1997     | Tokio              | Twarda          | Martin Damm           | Justin Gimelstob Patrick Rafter     | 2:6, 6:2, 7:6 |
| Zwycięzca     | 17. | 7 czerwca 1997       | French Open, Paryż | Ceglana         | Jewgienij Kafielnikow | Todd Woodbridge Mark Woodforde      | 7:6, 4:6, 6:3 |
| Zwycięzca     | 18. | 13 lipca 1997        | Gstaad             | Ceglana         | Jewgienij Kafielnikow | Trevor Kronemann David Macpherson   | 4:6, 7:6, 6:3 |
| Zwycięzca     | 19. | 6 września 1997      | US Open, Nowy Jork | Twarda          | Jewgienij Kafielnikow | Jonas Björkman Nicklas Kulti        | 7:6, 6:3      |
| Finalista     | 13. | 1 marca 1998         | Londyn             | Dywanowa (hala) | Jewgienij Kafielnikow | Martin Damm Jim Grabb               | 4:6, 5:7      |
| Finalista     | 14. | 2 sierpnia 1998      | Los Angeles        | Twarda          | Jeff Tarango          | Patrick Rafter Sandon Stolle        | 4:6, 4:6      |
| Zwycięzca     | 20. | 18 października 1998 | Wiedeń             | Dywanowa (hala) | Jewgienij Kafielnikow | David Adams John-Laffnie de Jager   | 7:5, 6:3      |
| Finalista     | 15. | 15 listopada 1998    | Moskwa             | Dywanowa (hala) | Jewgienij Kafielnikow | Jared Palmer Jeff Tarango           | 4:6, 7:6, 2:6 |
| Zwycięzca     | 21. | 17 stycznia 1999     | Auckland           | Twarda          | Jeff Tarango          | Jiří Novák David Rikl               | 7:5, 7:5      |
| Zwycięzca     | 22. | 14 lutego 1999       | Petersburg         | Dywanowa (hala) | Jeff Tarango          | Menno Oosting Andrei Pavel          | 3:6, 6:3, 7:5 |
| Zwycięzca     | 23. | 18 kwietnia 1999     | Tokio              | Twarda          | Jeff Tarango          | Wayne Black Brian MacPhie           | 4:3 krecz     |
| Zwycięzca     | 24. | 14 listopada 1999    | Moskwa             | Dywanowa (hala) | Justin Gimelstob      | Andrij Medwediew Marat Safin        | 6:2, 6:1      |
| Zwycięzca     | 25. | 28 kwietnia 2002     | Barcelona          | Ceglana         | Michael Hill          | Lucas Arnold Ker Gastón Etlis       | 6:4, 6:4      |